# Шлос-Гольте-Штукенброк
Шлос-Гольте-Штукенброк (нім. Schloß Holte-Stukenbrock) — місто в Німеччині, знаходиться в землі Північний Рейн-Вестфалія. Підпорядковується адміністративному округу Детмольд. Входить до складу району Гютерсло.
Площа — 67,42 км2. Населення становить 26 943 ос. (станом на 31 грудня 2020).